# B71 Sandoyar Ítróttarfelag
El B71 Sandoyar Ítróttarfelag (B71 Sandur) és un club feroès de futbol de la ciutat de Sandur.

## Història

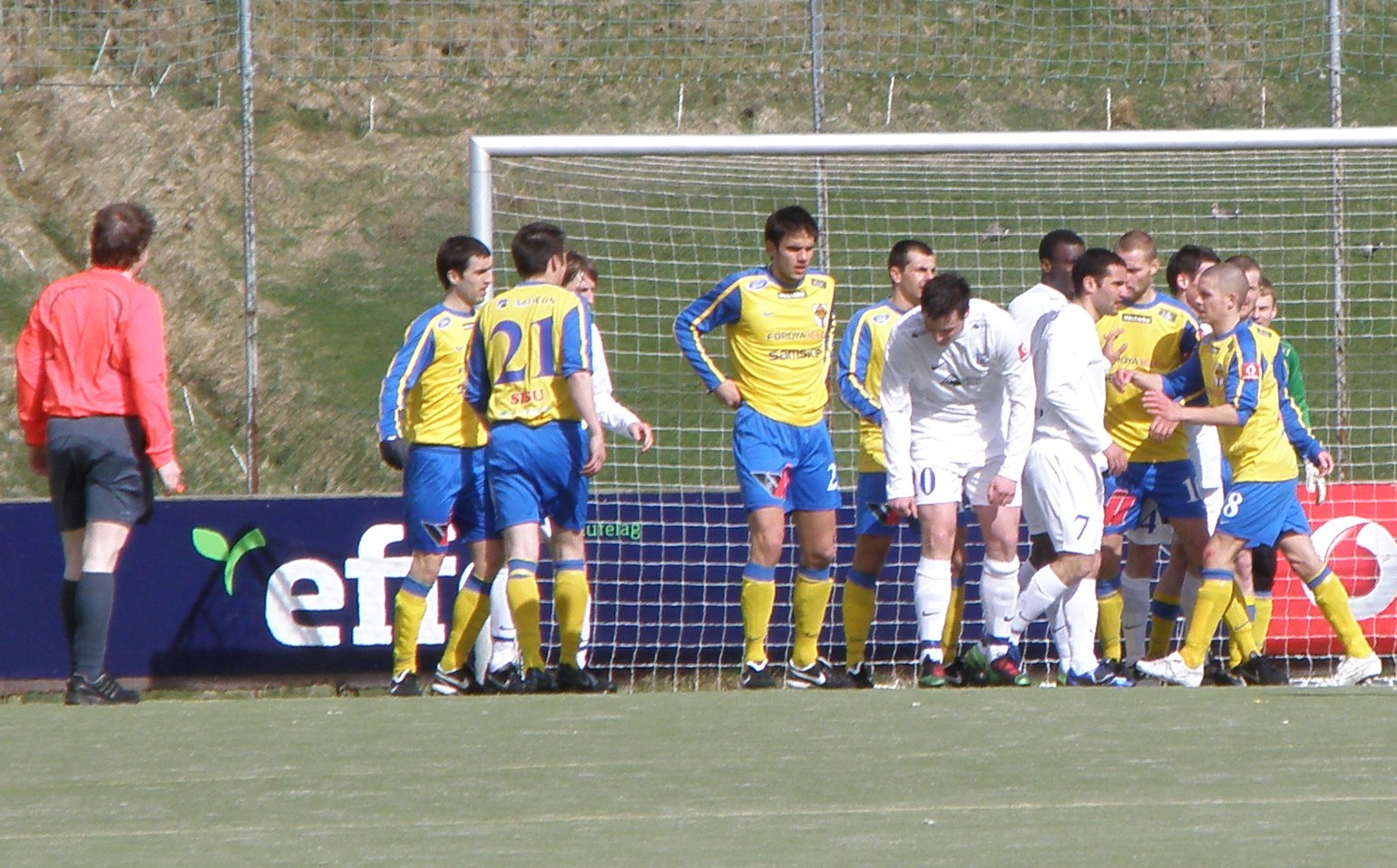
B71 vs. FC Suðuroy el 2010.

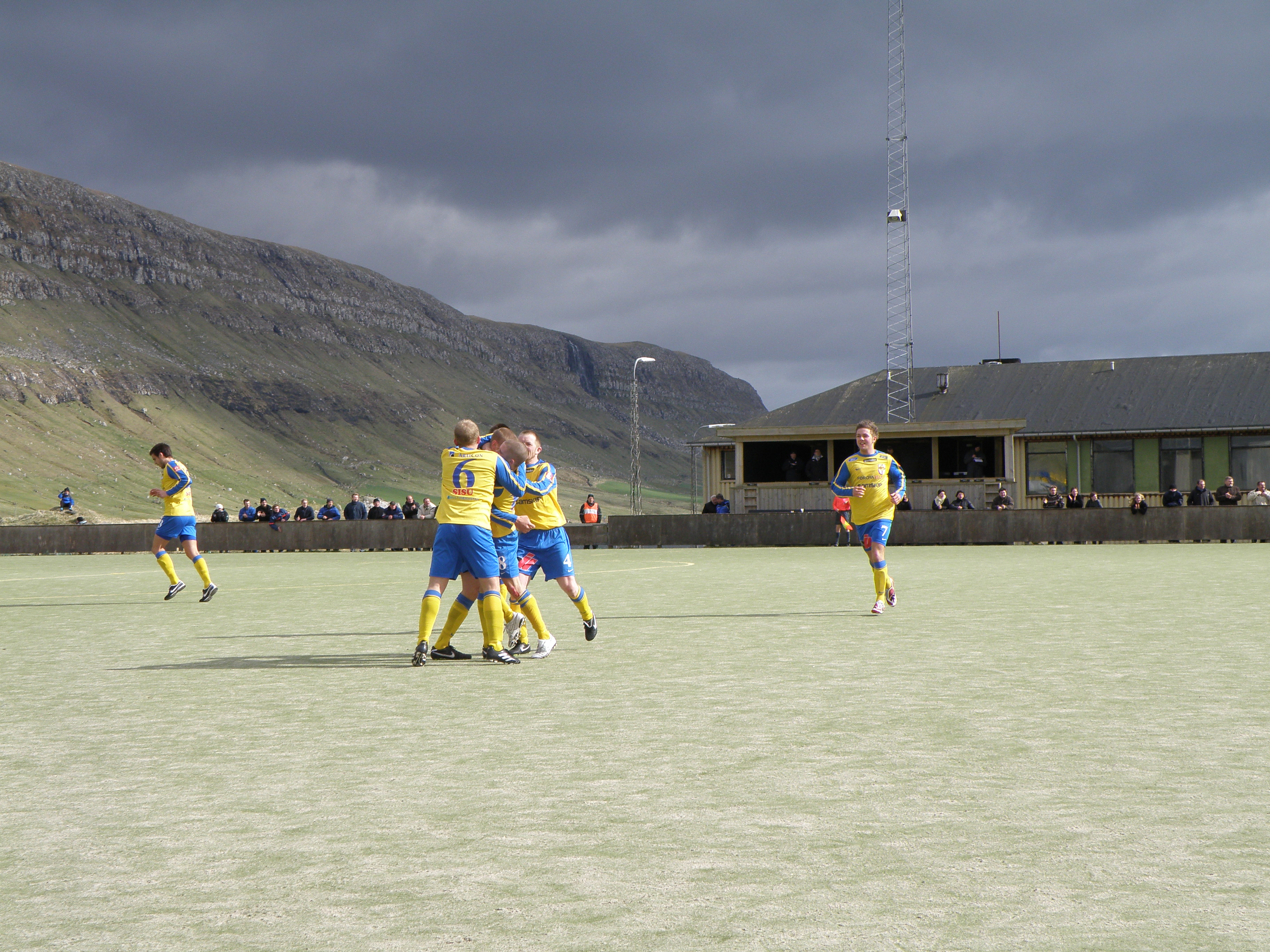
B71 vs. FC Suðuroy el 2010.

El club va ser fundat el 1970. Els seus majors èxits van ser la lliga de l'any 1989 i la copa del 1993.

## Palmarès
- Lliga feroesa de futbol: 
  - 1989

- Segona Divisió: 
  - 1988, 1991, 1998, 2006

- Tercera Divisió: 
  - 1986

- Copa feroesa de futbol: 
  - 1993

- FSF Trophy: 
  - 2004